# سرگی ویکتوروویچ ریژیکوف
سرگی ویکتوروویچ ریژیکوف (روسی: Серге́й Викторович Рыжиков؛ زاده ۱۹ سپتامبر ۱۹۸۰) یک بازیکن فوتبال اهل روسیه است.
وی همچنین در تیم ملی فوتبال روسیه بازی کرده‌است.